# Carlo Maria Maggi (politico)
Carlo Maria Maggi (Monza, 1895 – ...) è stato un politico italiano.

## Biografia
Congedato dopo la leva in guerra, esercitò la professione di avvocato per due anni, prima di assumere cariche politiche nel fascismo milanese: operò nella corrente che alla fine degli anni Venti contrastava Mario Giampaoli a nome di Roberto Farinacci.